# 別所智博
別所 智博（べっしょ ともひろ、1958年11月15日 - ）は、日本の農林水産技官。農林水産政策研究所長を経て、農林水産省技術総括審議官兼農林水産技術会議事務局長。

## 人物・経歴
北海道釧路市出身。北海道札幌北高等学校、埼玉県立浦和西高等学校を経て、1981年北海道大学農学部農芸化学科卒業、農林水産省入省。1990年クイーンズランド大学農学部大学院修士課程修了。
1999年新潟県地域農政推進課長。2002年生産局農産振興課土地利用型農業調整官。2003年生産局総務課農産調査官。2004年生産局総務課生産振興推進室長。2006年消費・安全局植物防疫課長。2008年生産局農業環境対策課長。2010年生産局農業生産支援課長。
2012年大臣官房審議官（消費・安全局担当）。2013年から技術総括審議官を務め、情報通信技術等を利用した「スマート農業」の促進をはかった。2015年農林水産政策研究所長。2017年技術総括審議官兼農林水産技術会議事務局長。2019年退官、クボタ顧問（常勤嘱託社員）。